# Comuna Măneciu, Prahova
Măneciu este o comună în județul Prahova, Muntenia, România, formată din satele Cheia, Chiciureni, Costeni, Făcăieni, Gheaba, Măneciu-Pământeni, Măneciu-Ungureni (reședința), Mânăstirea Suzana și Plăiețu.

## Geografie
Comuna Măneciu este situată în Depresiunea Măneciu, la poalele sudice ale munților Ciucaș, pe valea râului Teleajen. Este străbătută de șoseaua națională DN1A, care leagă Ploieștiul și Vălenii de Munte de Brașov prin pasul Bratocea. Pe teritoriul său se află capătul de linie al căii ferate Ploiești Sud–Măneciu, pe care este deservită de stațiile Măneciu-Pământeni și Măneciu (capătul de linie).
În zonă se află și o hidrocentrală cu putere de 10 MW dată în folosință în 1989, pe râul Teleajen, având un lac de acumulare cu o suprafață de aproximativ 2 km², situat în spatele Barajului Măneciu.

## Demografie
Componența etnică a comunei Măneciu
     Români (95,05%)
     Alte etnii (0,04%)
     Necunoscută (4,91%)
Componența confesională a comunei Măneciu
     Ortodocși (93,5%)
     Alte religii (1,24%)
     Necunoscută (5,26%)
Conform recensământului efectuat în 2021, populația comunei Măneciu se ridică la 9.642 de locuitori, în scădere față de recensământul anterior din 2011, când fuseseră înregistrați 10.331 de locuitori. Majoritatea locuitorilor sunt români (95,05%), iar pentru 4,91% nu se cunoaște apartenența etnică. Din punct de vedere confesional, majoritatea locuitorilor sunt ortodocși (93,5%), iar pentru 5,26% nu se cunoaște apartenența confesională.

## Politică și administrație
Comuna Măneciu este administrată de un primar și un consiliu local compus din 15 consilieri. Primarul, Florin-Auraș Dragomir[*], de la Partidul Național Liberal, este în funcție din octombrie 2020. Începând cu alegerile locale din 2024, consiliul local are următoarea componență pe partide politice:
|  | Partid                          | Consilieri | Componența Consiliului | Componența Consiliului | Componența Consiliului | Componența Consiliului | Componența Consiliului | Componența Consiliului | Componența Consiliului | Componența Consiliului |
|  | ------------------------------- | ---------- | ---------------------- | ---------------------- | ---------------------- | ---------------------- | ---------------------- | ---------------------- | ---------------------- | ---------------------- |
|  | Partidul Național Liberal       | 8          |                        |                        |                        |                        |                        |                        |                        |                        |
|  | Partidul Social Democrat        | 4          |                        |                        |                        |                        |                        |                        |                        |                        |
|  | Alianța pentru Unirea Românilor | 2          |                        |                        |                        |                        |                        |                        |                        |                        |
|  | Partidul Puterii Umaniste       | 1          |                        |                        |                        |                        |                        |                        |                        |                        |

## Istorie
La sfârșitul secolului al XIX-lea, pe teritoriul actual al comunei funcționau două comune diferite, aparținătoare de plaiul Teleajen al județului Prahova. Comuna Măneciu-Ungureni cuprindea satele Gheaba, Făcăeni, Valea Largă, Chiciureni, Plăiețu și Teleajen (vechea denumire a satului Cheia), toate înființate de mocani transilvăneni din zona Săcele, refugiați peste graniță. Comuna avea 2022 de locuitori, o școală cu 51 de elevi (din care 5 fete), 36 de mori și pive pe râul Teleajen și pe diverși afluenți ai săi, precum și două biserici ortodoxe — una în Gheaba (fondată în 1889) și una de lemn în Valea Largă (înființată în 1829). Comuna Măneciu-Pământeni era mai veche, fiind înființată în 1632 de postelnicul Mănică. Ea avea la sfârșitul secolului al XIX-lea 1777 de locuitori, o școală înființată în 1889 în care învățău 30 de elevi (din care 2 fete), 2 mori, 2 pive, un fierăstrău și o biserică ortodoxă datând din 1841.
Anuarul Socec din 1925 consemnează cele două comune în aceeași plasă Teleajen, comuna Măneciu-Pământeni având tot doar satul de reședință, cu 2300 de locuitori, iar comuna Măneciu Ungureni având 2850 de locuitori în satul Măneciu-Ungureni și cătunele Făcăeni, Gheaba, Chicioreni și Keia.  În 1938, cele două comune s-au regăsit în plasa Văleni din județul Prahova, iar din 1950, au trecut la raionul Teleajen din regiunea Prahova și apoi (din 1952) din regiunea Ploiești.
În 1968, comunele au fost reunite într-una singură, arondată reînființatului județ Prahova, preluând și satul Costeni de la comuna Izvoarele.

## Stema comunei
Stema comunei Măneciu, potrivit anexei nr. 1.8, se compune dintr-un scut triunghiular cu marginile rotunjite, retezat.
În câmp superior, pe fond roșu, este reprezentat un vultur (zăgan) de aur, ieșind și ținând în cioc un bujor de munte.
În câmp inferior, pe fond albastru, se află un zid semicircular cu contraforți, de argint.
Scutul este trimbrat de o coroană murală de argint cu un turn crenelat.
Semnificațiile elementelor însumate
Zăganul sau vulturul bărbos face referire la pasărea răpitoare emblematică a masivului Ciucaș, a cărei amintire este păstrată de muntele ce îi poartă numele (muntele Zăganul din masivul Ciucaș).
Bujorul de munte sau smârdarul, exemplar floral ocrotit prin lege, înflorește în luna mai, și prin coloritul său intens a dat denumirea muntelui Roșu, vecin cu muntele Zăganul.
Câmpul albastru și barajul de argint simbolizează edificiile realizate în zonă, respectiv barajul Măneciu și lacul de acumulare.
Coroana murală cu un turn crenelat semnifică faptul că localitatea are rangul de comună.

## Monumente istorice

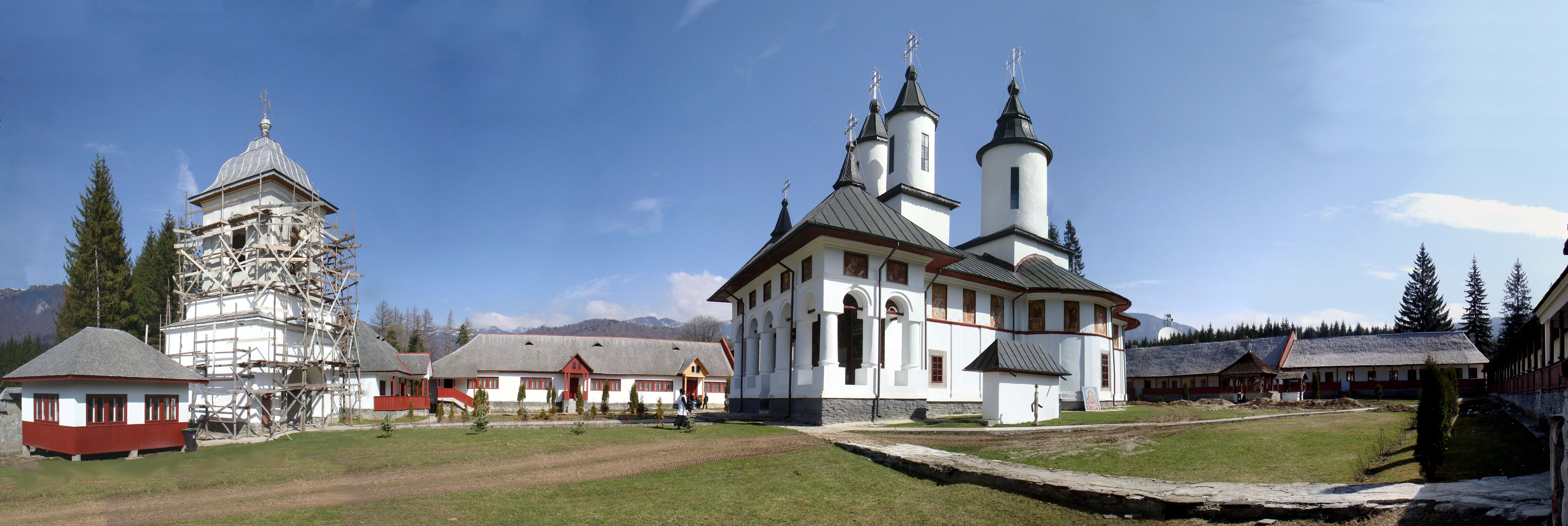
Mănăstirea Cheia, monument istoric

În comuna Măneciu se află două monumente istorice de arhitectură de interes național: mănăstirea Cheia (1782), ansamblu cuprinzând biserica „Sfânta Treime” (1835–1839), paraclisul „Adormirea Maicii Domnului” (mijlocul secolului al XIX-lea), stăreția, chiliile (1882), trapeza și turnul-clopotniță (mijlocul secolului al XIX-lea); și mănăstirea Suzana (1740, refăcută în 1840 și 1880–1882), ansamblu format din biserica „Sfântul Nicolae” (1840, 1880–1882), paraclisul „Acoperământul Maicii Domnului” (1880–1882), chiliile din incintă (circa 1840) și din afara incintei (sfârșitul secolului al XIX-lea–începutul secolului al XX-lea).
În rest, alte douăsprezece obiective din comună sunt incluse în lista monumentelor istorice din județul Prahova ca monumente de interes local, toate fiind clasificate ca monumente de arhitectură: casele Gheorghe Neagu (sfârșitul secolului al XIX-lea), Ion Baciu, Elena Cârstocea, Ion Savu, Eugenia Prunuță (sfârșitul secolului al XIX-lea–începutul secolului al XX-lea), Sevasta Munteanu (începutul secolului al XX-lea) și casa cu prăvălie Nicolae Matei (1926) din Gheaba; casele Gheorghe Angelescu (sfârșitul secolului al XIX-lea) și Ion Popescu (sfârșitul secolului al XIX-lea–începutul secolului al XX-lea) din Măneciu-Pământeni; casele Ioana Badea, Neonila Pisu (sfârșitul secolului al XIX-lea–începutul secolului al XX-lea) și Maria Ionescu (începutul secolului al XX-lea) din Măneciu-Ungureni.

## Turism
Cheia
- Muzeul flori de mină
- Muntele Roșu
- Mănăstirea Cheia (Călugări)
- Mănăstirea Suzana (Schit de maici)
- Masivul Ciucaș, Tigăile Mari, Cabana Ciucaș

Măneciu
- Barajul de acumulare Măneciu
- Biserica Sfântul Ioan din satul Gheaba
- Biserica Sfântul Nicolae din Măneciu
- Biserica Adormirea Maicii Domnului din Măneciu Pământeni